# 新興町

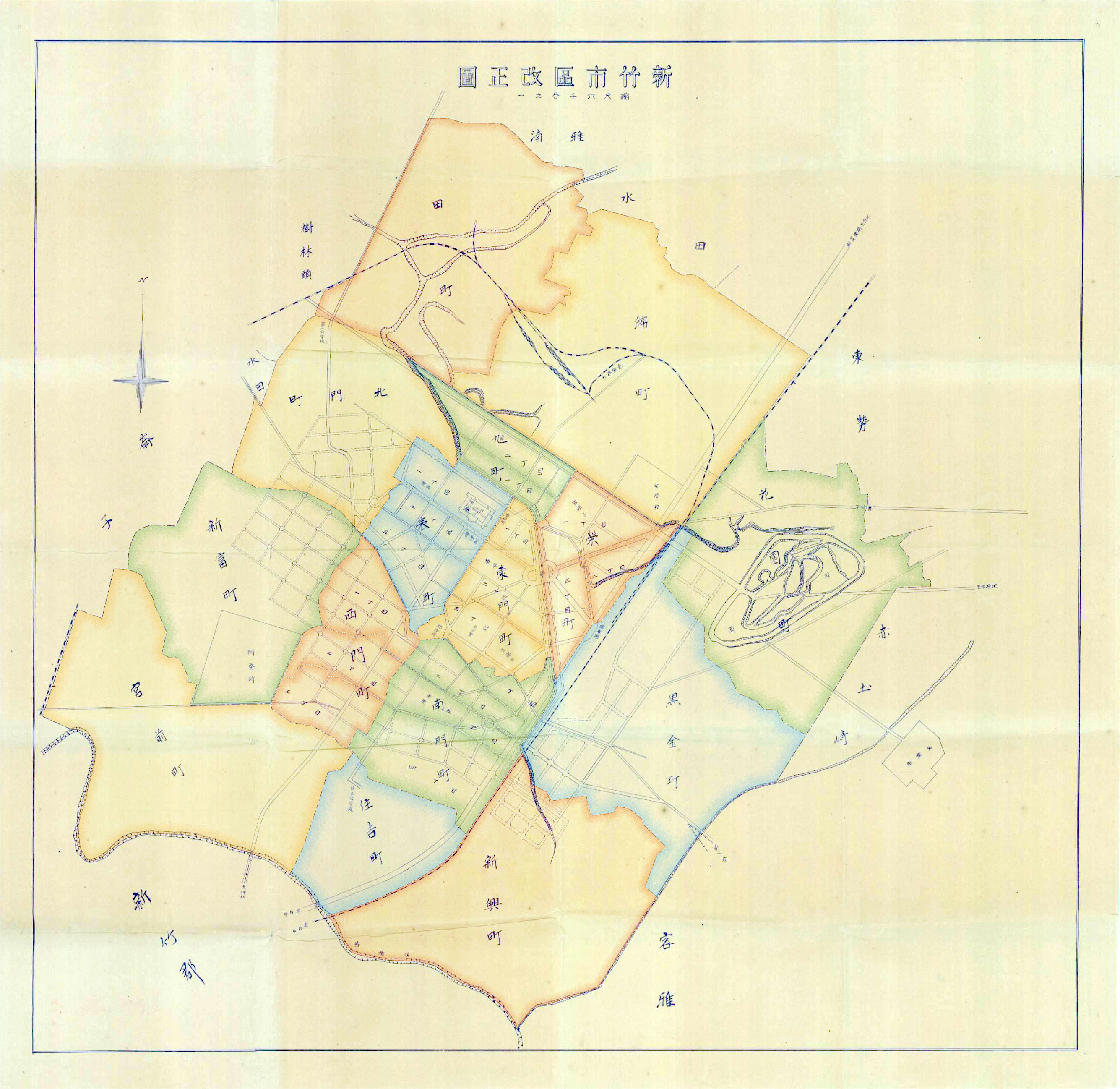
新竹市町名

新興町為新竹州新竹市自1935年實施町名改正所成立的行政區之一，位於新竹市東區，大約為西大路、鐵路和客雅溪之間的街廓。榮町在町名改正前，位於新竹大字下的南門外和客雅小字。日治時期的町名在戰後改為地籍劃分，新竹市新興町大致為現今地籍的新興段和新興段一小段。

## 設施
- 新竹第一公學校 （今 新竹國小）[1]